# Dioxys pomonae
Dioxys pomonae är en biart som beskrevs av Cockerell 1910. Dioxys pomonae ingår i släktet Dioxys och familjen buksamlarbin.

## Underarter
Arten delas in i följande underarter:
- D. p. pomonae
- D. p. timberlakei